# 褐斑背角花金龟
褐斑背角花金龟（学名：Neophaedimus auzouxi），金龟科花金龟亚科背角花金龟属唯一的一种，分布于中国及越南北部等地区。
本种2023年被收录入中国《有重要生态、科学、社会价值的陆生野生动物名录》。
中国学者马文珍在1989年曾发表一新种—栗色背角花金龟（N. castaneus），2016年被认定为本种的同物异名。

## 形态特征
体长23.5—25.5毫米。身体呈黑色或暗褐色；鞘翅、臀板、腿节的前部为浅黄褐色；前胸背板有3条前窄后宽的褐色纵带。